# Slobozia-Hodorogea, Orhei
Slobozia-Hodorogea este un sat din cadrul comunei Biești din raionul Orhei, Republica Moldova.